# Nacionalismo banal

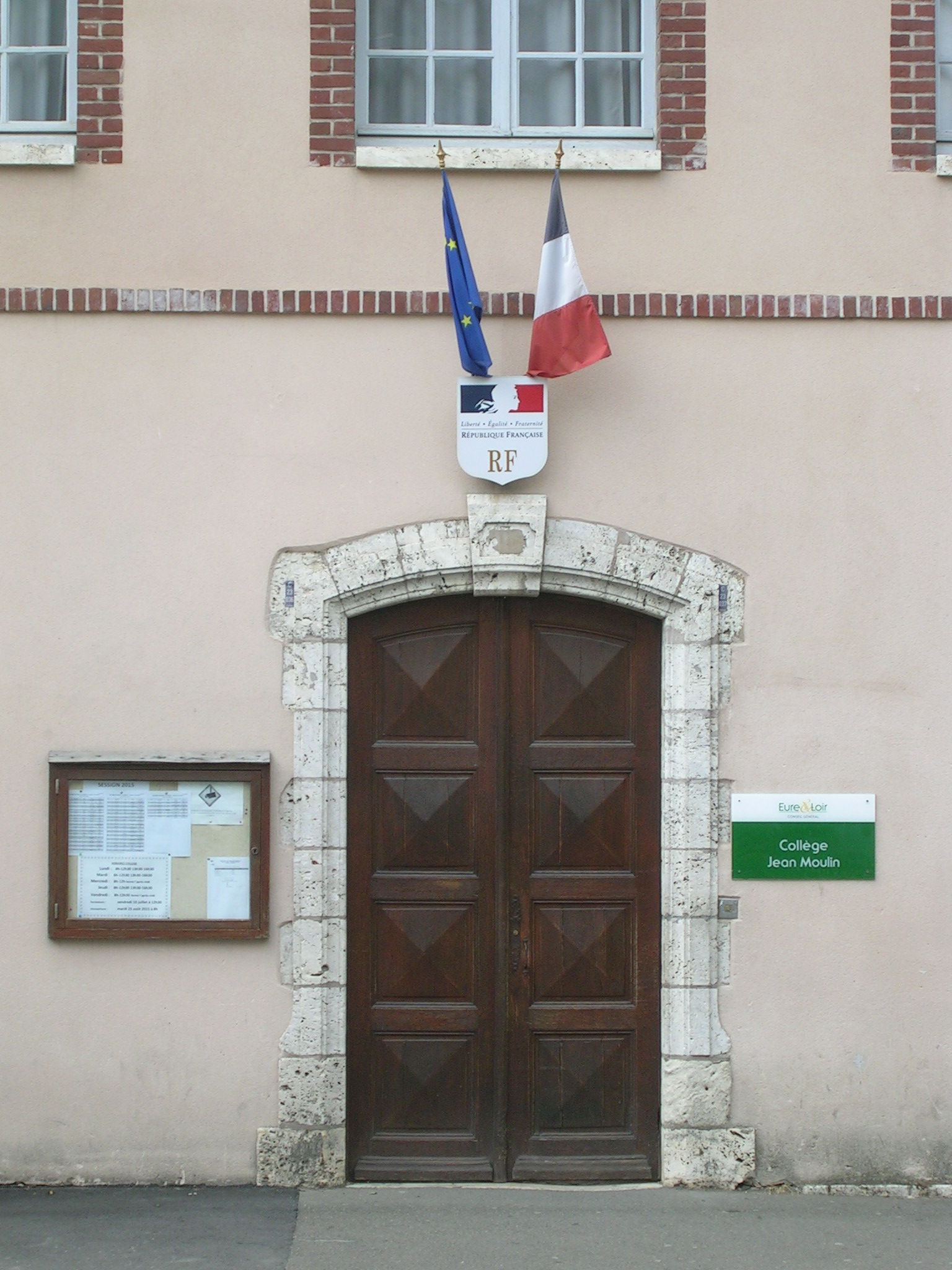
Un ejemplo típico del nacionalismo banal: la entrada del Collège Jean Moulin de Chartres muestra las banderas de Francia y Europa y el logotipo de la República Francesa de una forma sutil y cotidiana, de modo que recuerda a la ciudadanía su pertenencia a una comunidad nacional en un mundo de naciones.

El nacionalismo banal, según lo ha conceptualizado el científico social británico Michael Billig, es un conjunto de prácticas, hábitos, creencias y signos que las naciones establecidas —aquellas que están seguras de su propia continuidad— manifiestan de forma cotidiana, rutinaria, sutil y familiar para reproducirse como tales y así recordar a la gente su pertenencia a la nación y lealtad a la misma. Así «banal» debe entenderse en el sentido de «común», «cotidiano». 

## Concepto
Benedict Anderson establece el concepto de «comunidad imaginada» en la que sus miembros, a pesar de no conocer ni saber de la mayoría de sus compatriotas, existe una fraternidad y un compañerismo horizontal a pesar de que existan relaciones de desigualdad y explotación.
A los habitantes que conforman esta comunidad se les recuerda constantemente que viven en comunidades (naciones) para que no olviden su identidad nacional, una identidad que se diferencia de otras comunidades (naciones) extranjeras. De este modo, el nacionalismo no se manifiesta únicamente de forma intermitente bajo condiciones extraordinarias ni tampoco desaparece en situaciones de normalidad; sino que convierte en endémico como parte de la vida cotidiana. Michael Billig indica que en los mecanismos empleados para recordar a la ciudadanía su posición en el mundo de las naciones y reproducir la comunidad imaginada se adoptan dos formas de nacionalismo: una forma explícita, que abarca tanto una expresión abiertamente hostil y xenófoba en épocas de crisis, como también una expresión ritual, ceremonial y celebratoria; y otra forma banal, de carácter sutil y familiar, que pasa desapercibida, o sea, no sería una bandera ondeada con vigor y conscientemente como manifestación de orgullo nacional, sino una bandera que pende en el exterior de un edificio público.
De esta forma, el nacionalismo banal puede entenderse como mecanismos ideológicos que permiten a las naciones establecidas el manifestarse y reproducirse de forma diaria y cotidiana en las vidas de la ciudadanía, y también sutil —sin atención consciente de las personas—; y se realiza a través de instituciones, prácticas, hábitos familiares, símbolos e imaginarios colectivos, con lo que se le recuerda a la ciudadanía tanto su pertenencia a una comunidad nacional en un mundo de naciones, como los elementos que caracterizan y representan la identidad nacional. A través de la exposición constante, inadvertida y familiar a los elementos de identidad nacional se persuade a la ciudadanía para aceptar la identidad de la nación en la que se desenvuelve.
Al estar caracterizado el nacionalismo banal en su carácter cotidiano, diluido y oculto en el día a día, tiende a ser olvidado e incluso negado, no reconociéndose a sí mismo como tal, esto es lo que denomina Billig como «olvido sociológico». El nacionalismo banal por tanto, pasa inadvertido y forma parte del paisaje cotidiano, y no se reconoce como tal nacionalismo. Como el nacionalismo banal no se describe como tal nacionalismo, lo que sucede es que niega su propio nacionalismo y lo denomina como «patriotismo», lo que lo convierte en una fuerza positiva, que proporciona estabilidad y sentido de identidad a la propia comunidad; mientras que considera al nacionalismo como algo irracional y peligroso propio de fanáticos, que opera en la periferia del Estado o de la civilización occidental, y que consiste en sentimientos negativos proyectados contra otras comunidades nacionales. Un ejemplo puede ser el de Checoslovaquia antes de su división ya que allí cuando un checo se identificaba con su nación era considerado un «patriota», mientras que cuando un eslovaco se identificaba con la suya era tachado de «nacionalista, chovinista, fascista y destructor del Estado». Esto está relacionado con el concepto de nacionismo, teorizado por el sociolingüista Joshua Fishman, el cual distingue entre la identidad sociocultural compartida por un grupo de personas (nacionalidad) y la entidad político-territorial donde habitan (nación), y en este sentido el nacionismo buscaría el mantenimiento de las fronteras políticas haciendo que el nacionalismo (que persigue la unificación sociocultural) alcance esas fronteras políticas creando una nacionalidad más grande.

## Manifestaciones
La naturalización de los hábitos y símbolos que definen la identidad nacional, y que se presentan de forma ostensible sino sutil, cotidiana y habitual, se manifiesta de diferentes modos, ya que si dependiera única y exclusivamente del discurso político no podría llegar a las vidas cotidianas de miles o millones de personas.
El lenguajeEl empleo de marcadores lingüísticos en el lenguaje cotidiano: tanto pequeñas palabras deícticas que denotan las fronteras del grupo: «nosotros», «ellos», «este», «aquí» o «nuestra tierra natal»; como el uso del artículo determinado (el presidente, la economía, el tiempo...) para presuponer el propio marco nacional.
PrensaSeparar las noticias nacionales de las internacionales.
EscuelaSe manifiesta en la realización de ceremonias rutinarias escolares como el canto del himno por la asamblea escolar, el Juramento de Lealtad, o la izada de la bandera; así como en el currículo oculto por el que se inculca el lenguaje nacional como el lenguaje vehicular de la escuela, el uso de poemas nacionales para enseñar a leer y escribir, la enseñanza del himno nacional o la dedicación en la enseñanza de la historia nacional, por la que se recuerda a la ciudadanía un pasado compartido.
GeografíaReproducción del mapa del territorio nacional en documentos públicos y en los medios —con sombreado distinto para los otros países—.
Símbolos nacionalesLa presencia cotidiana y sutil de los símbolos nacionales –como las banderas que cuelgan en el exterior de los edificios públicos, la exhibición de la bandera en películas, camisetas o balcones, la utilización de banderas para identificar las lenguas en instrucciones o prospectos, o el himno siendo interpretado–, no solo asegura la lealtad al Estado sino que también recuerda a la ciudadanía de una comunidad nacional su historia colectiva. El símbolo nacional es como un marcador histórico que enlaza a eventos pasados que contribuyeron a forjar el símbolo nacional y que otorga a los ciudadanos un sentido de identidad colectiva, así por ejemplo existe el movimiento «Lieux de mémorie» que se originó en Francia bajo la dirección del historiador Pierre Nora.
Monedas y sellos
Eventos deportivosLa organización de las secciones nacionales, los cánticos y símbolos nacionales enarbolados como estandartes, y las victorias deportivas convertidas en triunfos nacionales, todo ello convertido en un espectáculo de masas proyectan de forma multiplicadora la consanguinidad y horizontalidad entre los connacionales, convirtiéndose en uno de los principales mecanismos de nacionalismo banal.